# Turn Around (singel Enigmy)
Turn Around – czternasty singel projektu Enigma, wydany w 2001 r. Na stronie B singla znalazł się utwór Gravity of Love. Piosenka ukazała się wyłącznie na albumie kompilacyjnym projektu Love Sensuality Devotion: The Greatest Hits. Autorem utworu jest Michael Cretu. Piosenka weszła na listy przebojów wyłącznie w Szwajcarii (45 miejsce) i w Niemczech (65 miejsce).

## Charakterystyczne cechy utworu
Utwór opiera się na płaskich, rytmicznych uderzeniach perkusji oraz głosie Michaela Cretu, przetworzonym elektronicznie za pomocą vocodera. Obróbce elektronicznej poddano także chorały gregoriańskie, występujące w utworze.

## Lista singli

### 2-płytowa wersja
1. ”Turn Around” (Radio Edit) (3:53)
2. „Gravity of Love” (Chilled Club Mix) (5:27)

### 3-płytowa wersja
1. „Turn Around” (Radio Edit) (3:53)
2. „Turn Around” (Northern Lights Club Mix) (10:40)
3. „Gravity of Love” (Chilled Club Mix)
4. „Turn Around Multimedia Track”